# Le Lac des Morts Vivants
Le Lac des Morts Vivants ("El lago de los muertos vivientes") es una película coproducida por Francia y España en 1981, dirigido por Jean Rollin. El género es de terror, zombis. La película se rodó en un pueblo de Francia, y la lengua es francesa. 

## Argumento
En una pequeña aldea de Francia, mujeres jóvenes están desapareciendo. Los habitantes del poblado tienen la suprestición de que son antiguos fantasmas del lago. Cuando una nueva joven de la aldea es brutalmente asesinada por estrangulamiento, un periodista parisino llega al pueblo. Tras investigaciones, el periodista descubre que un grupo de soldados alemanes fueron asesinados en el lago, por la resistencia durante la II Guerra Mundial. Con los poderes diabólicos que sumergen desde el interior del lago, los muertos vuelven a la vida como zombis, para seguir matando.